# Kubasumpfhuhn
Das Kubasumpfhuhn (Mustelirallus cerverai, Synonym: Cyanolimnas cerverai), auch Kubaralle oder Zapataralle genannt, ist eine Vogelart aus der Familie der Rallen (Rallidae). Das Verbreitungsgebiet dieser Art beschränkt sich auf den Sumpf von Zapata auf Kuba. Sie wird von der IUCN als vom Aussterben bedroht (“Critically Endangered”) eingestuft.

## Merkmale
Das Kubasumpfhuhn erreicht eine Körperlänge von etwa 29 Zentimetern. Auf Grund der relativ kurzen, abgerundeten Flügel ist die Art nur eingeschränkt flugfähig. Während die Oberseite braun ist, ist die Unterseite blau mit grauen Hinterflanken. Die Unterschwanzdecken, die Kehle und ein kurzer Überaugenstreif sind weiß. Das Gelb des mäßig großen Schnabels geht an der Basis in Rot über. Die Iris ist rot, die Beine orange.

## Systematik
Im Jahr 2022 wurde die Art von der monotypischen Gattung Cyanolymnas in die Gattung Mustellirallus transferiert.

## Verbreitung und Lebensraum

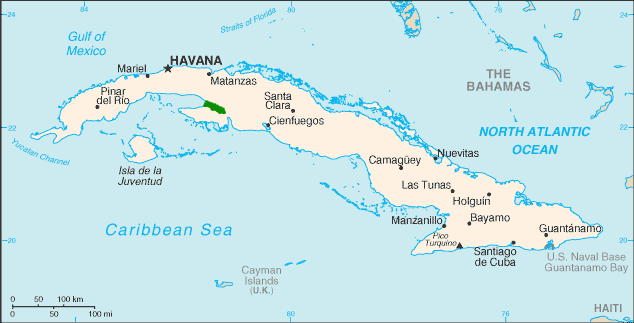
Karte der Insel Kuba. Der kleine grüne Bereich im Nordwesten markiert das bekannte Verbreitungsgebiet.

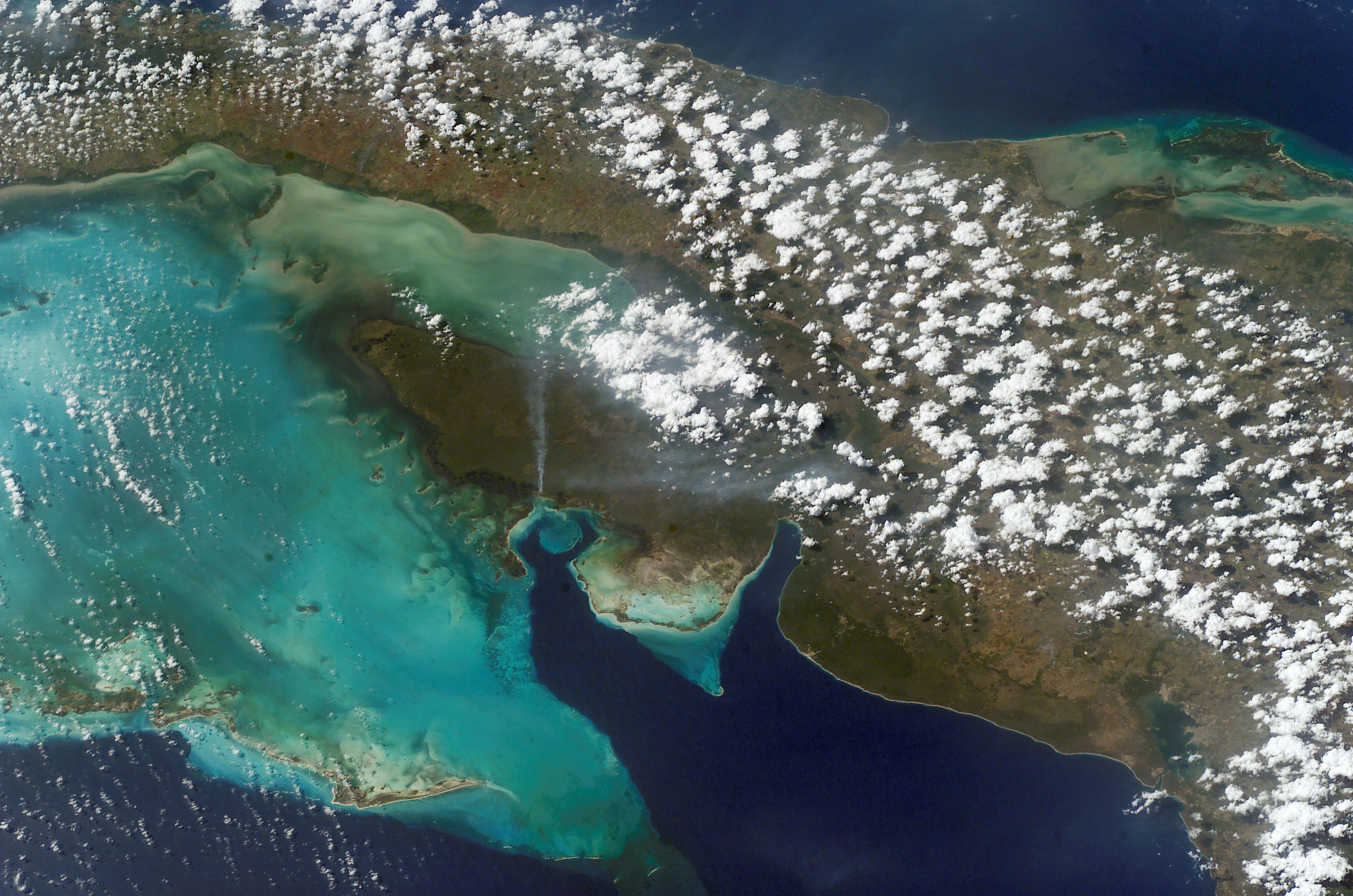
Luftbild des Sumpfes von Zapata

Das Vorkommen dieser endemischen Art beschränkt sich auf den nördlichen Teil des 4500 km² großen Sumpfgebietes von Zapata. Auch der Kubazaunkönig (Ferminia cerverai) und die Nominatform der Zapataammer (Torreornis inexpectata inexpectata) kommen ausschließlich hier vor.
Das bevorzugte Habitat des Kubasumpfhuhns ist die Vegetation auf Flächen mit einem 0,8–1,0 Meter hohen Wasserstand. Hier hält sie sich in Strauchdickichten und niedrigen Bäumen auf erhöhtem (aus dem Wasser ragendem) Grund auf. Typische Pflanzen in dieser ökologischen Nische sind die zur Familie der Gagelstrauchgewächse gehörende Myrica cerifera, die Weidenart Salix longipes, die zu den Sauergrasgewächsen der Gattung Schneiden gehörende Art Cladium jamaicensis sowie der Schmalblättrige Rohrkolben (Typha angustifolia).
Heute soll der Vogel nach den vorliegenden Berichten um die Laguna del Tesoro sowie in den Gebieten um Santo Tomás und Peralta vorkommen.  Trotzdem erscheint es möglich, dass es an anderen Orten noch weitere Vorkommen dieser Spezies gibt. Aus Knochen-Fossilienfunden in Höhlenablagerungen in den Provinzen La Habana, Pinar del Río und sogar auf der Kieferninsel kann man schließen, dass das Verbreitungsgebiet der Art früher wesentlich größer war. Auf Grund ihrer speziellen Anpassung an dieses Sumpfgebiet bezweifelte Thomas Barbour, dass die Kubasumpfhühner ähnlich weit wie beispielsweise die Ostkubanischen Zwerghutias (Mesocapromys nanus) oder die Kubakrokodile (Crocodylus rhombifer) über Kuba verstreut waren. Er schloss daraus, dass das Sumpfgebiet auf Kuba früher deutlich größer gewesen sein musste. Storrs Lovejoy Olson untersuchte die Fossilien von der Kieferninsel und kam zu dem Schluss, dass es sich hierbei um eine Unterart handeln könnte, da die Körpermaße deutlich kleiner waren, als die der  Nominatform. Anhand des vorliegenden Materials ließ sich jedoch seiner Ansicht nach keine abschließende Bewertung abgeben.

## Verhalten

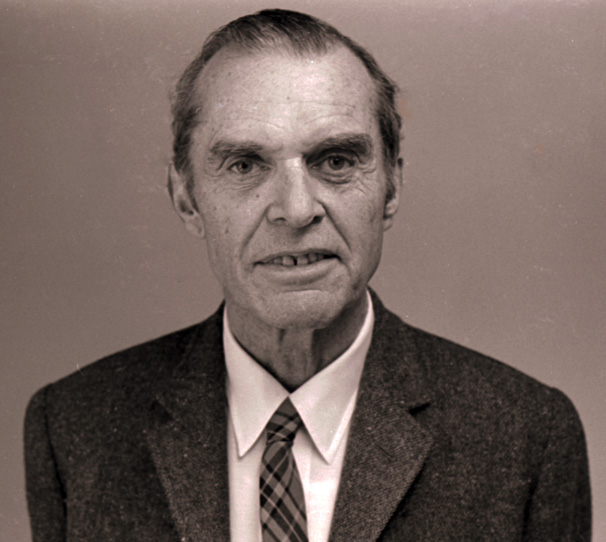
Der Ornithologe James Bond

Die Kubasumpfhühner nisten normalerweise in den Schneiden (Cladium jamaicensis) auf den erhöhten Grasbüscheln, die aus dem Wasser herausragen. Sie brüten um den September und möglicherweise auch im Dezember und Januar. Der US-amerikanische Ornithologe James Bond fand Nester mit 3 weißen Eiern. Sonst ist wenig über das Brutverhalten dieser Ralle bekannt. Da Rallen normalerweise monogam leben und Nestflüchter sind, wird vermutet, dass dies auch bei den Kubasumpfhühner so ist. Ihr Futter beziehen sie aus den Schneiden. Über die Ernährungsgewohnheiten ist bisher nicht viel bekannt. Da andere Rallen sich von Wirbellosen und pflanzlichen Bestandteilen ernähren, ist zu vermuten, dass diese auch zum üblichen Futter der Kubasumpfhühner gehören. 1994 beobachteten spanische und kubanische Ornithologen die Kubasumpfhühner in einem Gebiet, in dem sie zuvor noch nie nachgewiesen wurden. Sie schlossen daraus, dass sie temporär zwischen Trocken- und Regenzeit migrieren.
Wie viele andere Rallen, ist auch das Kubasumpfhuhn nur äußerst schwer zu entdecken, da sie sich im Dickicht der Schneiden bewegt und sich aus Angst vor Entdeckung duckt. Bei Störung läuft sie eine kürzere Distanz davon und spreizt den Schwanz, so dass man die weißen Unterschwanzdecken sehen kann. Durch Beobachtungen von Bond muss man trotz der morphologischen Voraussetzungen davon ausgehen, dass sie nicht vollkommen flugunfähig ist, da Bond sie flatternd über einen Kanal fliegen sah.

## Forschungsgeschichte und Etymologie
Das erste der Wissenschaft bekannte Kubasumpfhuhn wurde im März 1927 von dem spanischen Zoologen Fermín Zanón Cervera (1875–1944) nahe Santo Tomás im Süden der Provinz Matanzas gesammelt. Cervera, der Thomas Barbour bei einer Expedition im Nordosten des  Sumpfs von Zapata begleitete, wurde von diesem erneut in den Sumpf geschickt, als er Gerüchte über seltsame Vögel in dieser Gegend vernahm. Als Ergebnis brachte er mit dem  Kubazaunkönig, der Zapataammer  und dem  Kubasumpfhuhn gleich drei bisher unbekannte Bälge mit von seiner Tour. Barbour und  James Lee Peters beschrieben gemeinsam in ihrem Artikel Two more remarkable new birds from Cuba in der Zeitschrift Proceedings of the New England Zoölogical Club die Zapatammer und das Kubasumpfhuhn. Den Kubazaunkönig hatte Barbour bereits ein Jahr zuvor (1926) beschrieben.
Der Gattungsname Cyanolimnas setzt sich aus dem altgriechischen Wort kuanos für tief blau und dem lateinischen limmas für Ralle zusammen. Mit dem Artepitheton cerverai ehrten die Autoren, ihren Entdecker Cervera.
Die Gattung Cyanolimnas wird als eine Gattung  zwischen Neocrex (Kolumbiensumpfhuhn (Neocrex colombiana), Goldschnabel-Sumpfhuhn (Mustelirallus erythrops)) und Pardirallus (Fleckenralle (Pardirallus maculatus), Dunkelralle (Pardirallus nigricans), Grauralle (Pardirallus sanguinolentus)) betrachtet. Alle sechs Arten dieser drei Gattungen haben einen langen Schnabel, fünf haben ein trübes Federkleid und alle bis auf eine haben eine rote Basis am Schnabel. Es wird vermutet, dass alle von der Gattung Amaurornis abstammen.

## Schutzstatus

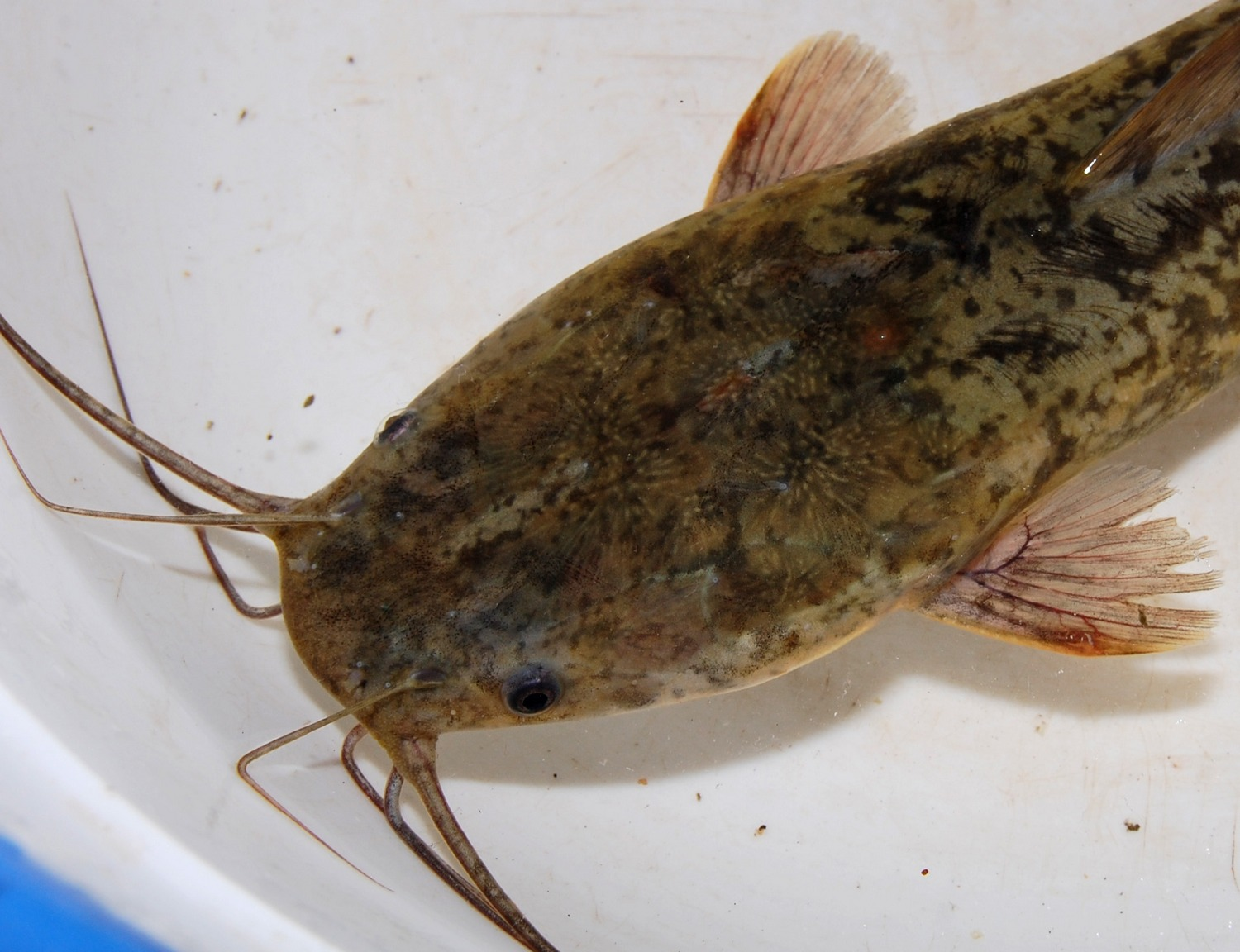
Der Afrikanische Raubwels bedroht den Bestand des Kubasumpfhuhns.

### Heute
Rallen auf Inseln gelten im Allgemeinen als besonders gefährdet, weil sie meist nur noch über ein eingeschränktes oder gar kein  Flugvermögen verfügen und somit besonders anfällig für eingeführte Raubtiere sind. So sind seit dem Jahre 1600 mindestens 15 Arten ausgestorben und mehr als 30 gelten als besonders gefährdet.
Um 1931 schien das Kubasumpfhuhn in der Gegend um Santo Tomás relativ häufig, ab dann gab es keine weiteren Berichte bis ins Jahr 1970, als Vorkommen 65 Kilometer von der Laguna del Tesoro entdeckt wurden. Eine Zählung aus dem Jahre 1998 erbrachte neue Vorkommen in Peralta und Hata de Jicarita. Basierend auf diesen Entdeckungen wird geschätzt, dass 70 bis 90 Vögel auf 230 Hektar verteilt leben.
Die gesamte Population wird auf 50 bis maximal 249 ausgewachsene Exemplare, verteilt auf 1000 km², geschätzt. Eingeführte Mangusten und Ratten sind wahrscheinlich ernsthafte Feinde der Ralle. Im November des Jahres 2001 fegte der Hurrikan Michelle über das Gebiet. Als Folge wurde eine Zuchtstätte des Afrikanischen Raubwelses (Clarias gariepinus) zerstört, und als Ergebnis fand die Fischart ihren Weg in den Sumpf. Aus Untersuchungen des Mageninhalts von im Sumpf gefangenen Welsen geht hervor, dass sie Teichhuhn- (Gallinula chloropus) und  Zwergsultanshuhn-Küken (Porphyrio martinica) gefressen hatten. Gleichzeitig wurde ein dramatischer Rückgang an Fleckenrallen (Pardirallus maculatus), Königsrallen (Rallus elegans) und Carolinasumpfhühnern (Porzana carolina) registriert. Laut Arturo Kirkconnell vom Museo Nacional de Historia Natural wurde seit dem Nachweis des Welses ein Rückgang dieser Arten um 50–60 % verzeichnet. Auf Grund dieser Erkenntnisse wurde das Kubasumpfhuhn inzwischen als Critically Endangered eingestuft.
Auch Brände und der Schnitt des Grases für den Bau von Hüttendächern sind mögliche Ursachen für das Verschwinden der Ralle.
Als Gegenmaßnahme wurden das Santo Tomás Faunal Refuge und das Ökotourismusgebiet Laguna del Tesoro als Schutzgebiet ausgewiesen.

### Potentielle Bedrohungen
Die Regierung plant den Zapata-Sumpf als Ökotourismusziel auszubauen, um dringend benötigte Devisen von Touristen aus aller Welt ins Land zu bringen. Zwar versprach der kubanische Tourismusminister Manuel Marrero einen Ausbau in einer nachhaltigen Art und Weise, doch die Auswirkungen auf das Ökosystem durch die zusätzlichen Menschen sind ungewiss.
Die Ramsar-Konvention sieht dagegen den Zapata-Sumpf auf lange Sicht als bedroht an, da der Anstieg des Meeresspiegels und die Erderwärmung die Flora und Fauna bis 2100 um 50 % reduzieren könnten. Außerdem führe der Klimawandel zu deutlich mehr Tropenstürmen und zur eventuellen Austrocknung des Sumpfes.